# Taça 12 de Novembro 2018
Die Taça 12 de Novembro 2018 war die fünfte Austragung des Fußball-Pokalwettbewerbs für osttimoresische Vereinsmannschaften. An der Saison nahmen insgesamt 20 Mannschaften teil. Titelverteidiger war Atlético Ultramar.
Das Pokalturnier begann am 26. September 2018 mit der ersten Runde und endete mit dem Finalspiel im Kampo Demokrasia Dili in Dili. Dort gewann Atlético Ultramar mit einem 3:2-Sieg gegen den Assalam FC seinen zweiten Pokaltitel.

## Teilnehmende Mannschaften
Folgende Mannschaften nahmen am Pokal teil:
| LFA Primeira Divisão die 8 Vereine der Saison 2018                                                                            | LFA Segunda Divisão 12 Vereine der Saison 2018                                              | LFA Segunda Divisão 12 Vereine der Saison 2018                                                     |
| Boavista FC Karketu Dili Atlético Ultramar (TV) AS Ponta Leste Sport Laulara e Benfica Académica FC DIT FC (↓) Cacusan CF (↓) | Assalam FC (↑) FC Lalenok United (↑) Sporting Clube de Timor FC Zebra FC Nagardjo Aitana FC | FC Lica-Lica Lemorai FC Estudante Fitun Lorosae FC Lero FC Porto Taibesse Kablaki FC Santa Cruz FC |

## Erste Hauptrunde
Die erste Hauptrunde wurde vom 26. September bis zum 6. Oktober 2018 ausgetragen. In der Klammer ist die jeweilige Ligaebene angegeben, in der der Verein in der Saison 2018 spielte.
|                        | Ergebnis        |                                 |
| ---------------------- | --------------- | ------------------------------- |
| Atlético Ultramar (I)  | 11:20           | Santa Cruz FC (II)              |
| Académica FC (I)       | 0:0 (1:2 i. E.) | Boavista FC (I)                 |
| Cacusan CF (I)         | 01:12           | Karketu Dili (I)                |
| FC Zebra (II)          | 2:1             | FC Lica-Lica Lemorai (II)       |
| FC Nagardjo (II)       | 2:3             | DIT FC (I)                      |
| FC Porto Taibesse (II) | 0:5             | Sport Laulara e Benfica (I)     |
| Kablaki FC (II)        | 0:3             | AS Ponta Leste (I)              |
| FC Lalenok United (II) | 3:1             | FC Estudante Fitun Lorosae (II) |
| Aitana FC (II)         | 3:1             | Sporting Clube de Timor (II)    |
| Assalam FC (II)        | 3:1             | FC Lero (II)                    |

## Zweite Hauptrunde
Die zweite Hauptrunde wurde vom 7. bis zum 18. Oktober 2018 ausgetragen. In der Klammer ist die jeweilige Ligaebene angegeben, in der der Verein in der Saison 2018 spielte.
|                       | Ergebnis        |                             |
| --------------------- | --------------- | --------------------------- |
| Atlético Ultramar (I) | 2:2 (4:3 i. E.) | Boavista FC (I)             |
| Aitana FC (II)        | 0:4             | Assalam FC (II)             |
| Karketu Dili (I)      | 1:0             | FC Zebra (II)               |
| DIT FC (I)            | 1:5             | Sport Laulara e Benfica (I) |
| AS Ponta Leste (I)    | 5:3             | FC Lalenok United (II)      |

## Dritte Hauptrunde
Das einzige Spiel der dritten Hauptrunde fand am 20. Oktober 2018 statt. Die restlichen Sieger der zweiten Hauptrunde erhielten ein Freilos. In der Klammer ist die jeweilige Ligaebene angegeben, in der der Verein in der Saison 2018 spielte.
|                       | Ergebnis |                  |
| --------------------- | -------- | ---------------- |
| Atlético Ultramar (I) | 2:1      | Karketu Dili (I) |

## Halbfinale
Das Halbfinale wurde am 23. und 24. Oktober 2018 ausgetragen. In der Klammer ist die jeweilige Ligaebene angegeben, in der der Verein in der Saison 2018 spielte.
|                             | Ergebnis        |                       |
| --------------------------- | --------------- | --------------------- |
| Assalam FC (II)             | 2:2 (7:6 i. E.) | AS Ponta Leste (I)    |
| Sport Laulara e Benfica (I) | 1:5             | Atlético Ultramar (I) |

## Finale
Das Finale im Kampo Demokrasia Dili fand am 27. Oktober 2018 statt. Es standen sich der Titelverteidiger, Atlético Ultramar aus Manatuto, und der amtierende Meister der Segunda Divisão, Assalam FC aus Dili, gegenüber. In der Klammer ist die jeweilige Ligaebene angegeben, in der der Verein in der Saison 2018 spielte.
Tore für Atlético schossen Bernardo Freire in der 11. und 35. Minute und Eusebio Almeida in der 39. Minute. Für Assalam FC erzielten Treffer Ramiro Maggi in der 19. und Nicolas Altamira in der 2. Minute der Nachspielzeit der ersten Halbzeit.
|                       | Ergebnis |                 |
| --------------------- | -------- | --------------- |
| Atlético Ultramar (I) | 3:2      | Assalam FC (II) |